# 德克薩斯州環境質量委員會
德克薩斯州環境質量委員會（英語：Texas Commission on Environmental Quality，縮寫TCEQ ）是美國德克薩斯州的環境保護機構。該委員會的總部位於奧斯汀。是美國第四大環境保護機構，僅次於美國國家環境保護局、加利福尼亞州環保局和紐約州環境保護部，擁有約2,780名員工，擁有16個地區辦事處，2016年預算為4.2億美元。

## 歷史
德克薩斯州於20世紀初建立了自然資源計劃，最初是出於對水資源管理和水權的關注。此自然資源計劃在本世紀中葉擴大到包括保護空氣和水資源，後來又擴展到對危險和無害廢棄物的監管。
20世紀90年代，德克薩斯州立法機關採取行動，通過整合項目來提高保護自然資源的效率。這一趨勢最終導致德克薩斯州自然資源保護委員會於1993年秋季成立，作為一個綜合性環境保護機構。德克薩斯州立法機關於2001年通過立法將該機構更名為德克薩斯州環境質量委員會，並讓該機構繼續存在至2013年。後來德克薩斯州立法機關於特別會議（2009年）期間，通過了立法，將2013年的日期修改為2011年，該機構將再延續12年，並於2023年接受審查。
2017年，德克薩斯州環境質量委員會有大約500人協助應對颶風哈維。